# Монтегабионе
Монтегабионе (итал. Montegabbione) је насеље у Италији у округу Терни, региону Умбрија.
Према процени из 2011. у насељу је живело 628 становника. Насеље се налази на надморској висини од 567 м.

## Становништво
Према резултатима пописа становништва 2011. у општини је живело 1.235 становника.
| 1931. | 1936. | 1951. | 1961. | 1971. | 1981. | 1991. | 2001. | 2011. |
| ----- | ----- | ----- | ----- | ----- | ----- | ----- | ----- | ----- |
| 2.134 | 2.275 | 2.363 | 2.041 | 1.517 | 1.346 | 1.264 | 1.241 | 1.235 |